# Discografia di Lil' Flip
Di seguito è riportata la discografia del rapper statunitense Lil' Flip.

## Album

### Studio
| Anno | Informazioni | Classifica    | Classifica      | Classifica | Certificazione RIAA |
| Anno | Informazioni | Billboard 200 | Top R&B/Hip-Hop | Top Rap    | Certificazione RIAA |
| --- | --- | ------------- | --------------- | ---------- | ------------------- |
| 2002 | Undaground Legend - Primo album in studio - Pubblicazione: 27 agosto, 2002 - Etichetta/e: Sucka Free/Loud/Columbia      | 12            | 4               | *          | Disco di platino    |
| 2004 | U Gotta Feel Me - Secondo album in studio - Pubblicazione: 30 marzo, 2004 - Etichetta/e: Sucka Free/Sony Urban/Columbia | 4             | 2               | *          | Disco di platino    |
| 2007 | I Need Mine - Terzo album in studio - Pubblicazione: 27 marzo, 2007 - Etichetta/e: Clover G/Asylum/Warner Bros.         | 15            | 5               | 4          | —                   |
| "—" indica che l'album non è riuscito a raggiungere alcuno status di certificazione o non è riuscito a entrare in quella determinata chart. "*" su sfondo grigio indica che quella chart ancora non esisteva quando l'album fu pubblicato. | |               |                 |            |                     |

### Pubblicati da solo sotto etichetta indipendente
| Anno                                                                         | Informazioni                                                                                  | Classifica    | Classifica      | Classifica      | Classifica      |
| Anno                                                                         | Informazioni                                                                                  | Billboard 200 | Top R&B/Hip-Hop | Top Independent | Top Heatseekers |
| ---------------------------------------------------------------------------- | --------------------------------------------------------------------------------------------- | ------------- | --------------- | --------------- | --------------- |
| 2000                                                                         | The Leprechaun - Album indipendente - Pubblicazione: 18 luglio, 2000 - Etichetta/e: Suckafree | —             | 67              | 34              | 36              |
| 2010                                                                         | Ahead of My Time - Album indipendente - Pubblicazione: 6 luglio 2010 - Etichetta/e: Clover G  | —             | —               | —               | —               |
| "—" indica che l'album non è riuscito a entrare in quella determinata chart. |                                                                                               |               |                 |                 |                 |

### Collaborazioni
| Anno | Informazioni | Classifica    | Classifica      | Classifica | Classifica      |
| Anno | Informazioni | Billboard 200 | Top R&B/Hip-Hop | Top Rap    | Top Independent |
| --- | --- | ------------- | --------------- | ---------- | --------------- |
| 1999 | Hustlaz Stackin' Endz - con: A.P., Redd e Humpty Hump - Pubblicazione: 30 novembre, 1999 - Etichetta/e: Suckafree | —             | —               | *          | —               |
| 2005 | Kings of the South - con: Z-Ro - Pubblicazione: 29 marzo, 2005 - Etichetta/e: Payday                              | —             | 57              | —          | 48              |
| 2006 | Connected - con: Mr. Capone-E - Pubblicazione: 14 novembre, 2006 - Etichetta/e: PMC                               | —             | 39              | 18         | —               |
| 2007 | Still Connected - con: Mr. Capone-E - Pubblicazione: 6 novembre, 2007 - Etichetta/e: Clover G/Hi-Power            | —             | 68              | —          | —               |
| 2008 | All Eyez on Us - con: Young Noble - Pubblicazione: 4 marzo, 2008 - Etichetta/e: Real Talk                         | 137           | 31              | 10         | 20              |
| 2008 | Still Connected, Pt. 3 - con: Mr. Capone-E - Pubblicazione: 28 ottobre, 2008 - Etichetta: Clover G/Hi-Power       | —             | —               | —          | —               |
| 2009 | Certified - con: Gudda Gudda - Pubblicazione: 26 maggio, 2009 - Etichetta/e: Real Talk                            | —             | —               | —          | —               |
| 2010 | Most Requested - con: Mr. Capone-E - Pubblicazione: 23 febbraio, 2010 - Etichetta/e: PMC/Hi-Power                 | —             | —               | —          | —               |
| "—" indica che l'album non è riuscito a entrare in quella determinata chart. "*" su sfondo grigio indica che quella chart ancora non esisteva quando l'album fu pubblicato. | |               |                 |            |                 |

### Album promozionali
| Anno                                                                         | Informazioni | Classifica    | Classifica      | Classifica | Classifica      |
| Anno                                                                         | Informazioni | Billboard 200 | Top R&B/Hip-Hop | Top Rap    | Top Independent |
| ---------------------------------------------------------------------------- | --- | ------------- | --------------- | ---------- | --------------- |
| 2009                                                                         | Respect Me - Album pubblicato a fini promozionali - Pubblicazione: 29 settembre, 2009 - Etichetta/e: Clover G/High Powered/E1              | —             | —               | —          | —               |
| 2009                                                                         | Underground Legend 2 - Album pubblicato a fini promozionali (solo su iTunes) - Pubblicazione: 24 dicembre, 2009 - Etichetta/e: Clover G/E1 | —             | —               | —          | —               |
| "—" indica che l'album non è riuscito a entrare in quella determinata chart. | |               |                 |            |                 |

## Singoli
| Anno | Canzone                                    | Classifica   | Classifica | Classifica | Classifica | Classifica | Classifica | Classifica | Certificazione RIAA | Album             |
| Anno | Canzone                                    | U.S. Hot 100 | U.S. R&B   | U.S. Rap   | UK         | NZ         | FRA        | ITA        | Certificazione RIAA | Album             |
| --- | ------------------------------------------ | ------------ | ---------- | ---------- | ---------- | ---------- | ---------- | ---------- | ------------------- | ----------------- |
| 2002 | The Way We Ball                            | —            | 69         | —          | —          | —          | —          | —          | —                   | Undaground Legend |
| 2004 | Game Over (Flip)                           | 15           | 8          | 4          | —          | 40         | —          | —          | Disco di platino    | U Gotta Feel Me   |
| 2004 | Sunshine (featuring Lea)                   | 2            | 2          | 2          | 14         | 10         | 36         | 20         | Disco d'oro         | U Gotta Feel Me   |
| 2005 | You'z a Trick                              | —            | —          | —          | —          | —          | —          | —          | —                   | I Need Mine       |
| 2005 | What It Do (featuring Mannie Fresh)        | —            | 71         | —          | —          | —          | —          | —          | —                   | I Need Mine       |
| 2007 | Ghetto Mindstate (featuring Lyfe Jennings) | —            | 77         | —          | —          | —          | —          | —          | —                   | I Need Mine       |
| 2007 | I Get Money (featuring Jim Jones)          | —            | —          | —          | —          | —          | —          | —          | —                   | I Need Mine       |
| "—" indica che il singolo non è riuscito a entrare in quella determinata chart o a raggiungere alcuno status di certificazione. |                                            |              |            |            |            |            |            |            |                     |                   |

### Featuring
| Anno | Canzone | Classifica   | Classifica | Classifica | Classifica | Classifica | Classifica | Classifica | Certificazione RIAA | Album                         |
| Anno | Canzone | U.S. Hot 100 | U.S. R&B   | U.S. Rap   | UK         | IT         | IR         | GE         | Certificazione RIAA | Album                         |
| --- | --- | ------------ | ---------- | ---------- | ---------- | ---------- | ---------- | ---------- | ------------------- | ----------------------------- |
| 2001 | We Gon Lean (Lil' Troy featuring Lil' Flip)                                                                     | —            | —          | —          | —          | —          | —          | —          | —                   | Back to Ballin                |
| 2003 | How I Feel (Lexx featuring Lil' Flip)                                                                           | —            | —          | —          | —          | —          | —          | —          | —                   | Connected                     |
| 2003 | Like a Pimp (David Banner featuring Lil' Flip)                                                                  | 48           | 15         | 10         | —          | —          | —          | —          | —                   | Mississippi: The Album        |
| 2003 | Ridin' Spinners (Three 6 Mafia featuring Lil' Flip)                                                             | —            | 62         | —          | —          | —          | —          | —          | —                   | Da Unbreakables               |
| 2003 | Rock n' Roll (Remix) (Fam-Lay feat. Lil' Flip, Kelis & Pharrell)                                                | —            | —          | —          | —          | —          | —          | —          | —                   | Rock n' Roll (Remix) (Single) |
| 2004 | Tear It Up (Yung Wun featuring DMX, Lil' Flip & David Banner)                                                   | 76           | 39         | 21         | —          | —          | —          | —          | —                   | The Dirtiest Thirstiest       |
| 2004 | Never Really Was (Mario Winans featuring Lil' Flip)                                                             | —            | 90         | —          | 44         | —          | 36         | 52         | —                   | Hurt No More                  |
| 2004 | Balla Baby (Remix) (Chingy featuring Lil' Flip & Boozie)                                                        | 20           | 17         | 7          | 34         | 29         | 30         | 87         | Disco d'oro         | Powerballin'                  |
| 2005 | Turn It Up (Chamillionaire featuring Lil' Flip)                                                                 | 41           | 31         | 9          | —          | —          | —          | —          | Disco d'oro         | The Sound of Revenge          |
| 2005 | Draped Up (H-Town Remix) (Bun B featuring Lil' Keke, Slim Thug, Paul Wall, Mike Jones, Aztek, Lil' Flip & Z-Ro) | —            | 45         | —          | —          | —          | —          | —          | —                   | Trill                         |
| 2006 | Everywhere We Go (X1 featuring Lil' Flip)                                                                       | —            | —          | —          | —          | —          | —          | —          | —                   | Young, Rich and Gangsta       |
| 2008 | Joyride (Smoothvega featuring Lil' Flip)                                                                        | —            | —          | —          | —          | —          | —          | —          | —                   | 3.10.85                       |
| 2010 | Anythang (Chingy featuring Lil' Flip)                                                                           | —            | —          | —          | —          | —          | —          | —          | —                   | Success & Failure             |
| "—" indica che il singolo non è riuscito a entrare in quella determinata chart o a raggiungere alcuno status di certificazione. | |              |            |            |            |            |            |            |                     |                               |

### Street-singles (promozionali) e video underground
- 50 in My Pinkyrang (feat. Gudda Gudda) (da Ahead of My Time)
- Bustaclip (da I Need Mine)
- Buy You a Pint (feat. Big Shasta) (campionamento di Buy U a Drank (Shawty Snappin') di T-Pain)
- Crown Me (da Crown Me[34])
- Crown Me Part 2
- Da #1 Fly Boy (feat. Jay Towsend) (da Respect Me)
- Deep in the South (feat. Jay-Z [campionamento])
- Heartbreaker (feat. Eaden & Sean Thomas) (da Ahead of My Time)
- I Can Do That (da The Leprechaun)
- I Do (feat. Crime Boss) (da I'm a Baller Mixtape[35])
- I Got 2 Be (feat. Jay Towsend) (da Respect me)
- I'm a Baller (Flip My Chips) (da I Need Mine)
- I'm Back (feat. Jay Towsend) (da Respect Me)
- I'm Still On (da Respect Me)
- I'm Str8 (campionamento di I'm Straight di T.I. in King) (da South Side Smoke Shop Presents Brakin Bread, Vol. 2[36])
- Kim Kardashian
- King of da Streets (con Mr. Capone-E) (da Connected[37])
- Pass the Swisha (da Bout to Blow, Vol. 3[38])
- Reefer n Liquor (feat. Essay Potna & Gudda Gudda) (da We Got Next[39])
- Return of da #1 Fly Boy (da Return of da #1 Fly Boy[40])
- She Like My Swagger (feat. Bobby Moon) (da Undaground Legend 2)
- Sippin and Woodgrippin (feat. Mike Jones & Crime Boss) (da Young Bosses Gettin Cash[41])
- Sorry Lil' Mama (feat. Z-Ro & Nutt) (da I Need Mine)
- Stratched & Clean (feat. Big Pokey & Lil' Keke) (da I Need Mine)
- Sunny Day (feat. Big Shasta) (da Screwmania di DJ Screw[42])
- The Ghetto (da U Gotta Feel Me)
- The Souf (feat. C-Note & D-Red) (da I Need Mine)
- U Can't See Me (feat. Gudda Gudda) (campionamento di Can't C Me di Tupac Shakur presente in All Eyez on Me)
- Ya'll Don't Want It (feat. Jim Jones) (da U Gotta Feel Me)

Featuring
- Diamonds n' My Teeth (Puro Money feat. Lil' Flip & Scoopa Star)
- Flavor of the Week (Tum Tum feat. Yella Fella & Lil' Flip)
- Show Off (Breezy feat. Lil' Flip & Overdose)

## Partecipazioni a colonne sonore
| Anno | Informazioni                                                              | Classifica    | Classifica      | Classifica      | Classifica      | Certificazione RIAA | Canzone                                           |
| Anno | Informazioni                                                              | Billboard 200 | Top R&B/Hip-Hop | Top Independent | Top Soundtracks | Certificazione RIAA | Canzone                                           |
| --- | ------------------------------------------------------------------------- | ------------- | --------------- | --------------- | --------------- | ------------------- | ------------------------------------------------- |
| 2003 | 2 Fast 2 Furious - Pubblicazione: 20 maggio, 2003 - Etichetta/e: Def Jam  | 5             | 1               | —               | 1               | Disco d'oro         | Rollin' on 20's                                   |
| 2004 | Blade: Trinity - Pubblicazione: 23 novembre, 2004 - Etichetta/e: New Line | —             | 68              | 8               | 15              | —                   | I Gotta Get Paid (con Ghostface Killah & Raekwon) |
| "—" indica che l'album non è riuscito a entrare in quella determinata chart o a raggiungere alcuno status di certificazione. |                                                                           |               |                 |                 |                 |                     |                                                   |

## Apparizioni
| Anno | Canzone                               | Artisti                                                                                          | Album                                                  |
| ---- | ------------------------------------- | ------------------------------------------------------------------------------------------------ | ------------------------------------------------------ |
| 1999 | Diamondz All-n-Yo Face                | C-Note feat. Deep Threat & Lil' Flip                                                             | Third Coast Born                                       |
| 1999 | Realest Rhymin'                       | E.S.G. feat. Lil' Flip                                                                           | Shinin' n' Grindin'                                    |
| 1999 | Thug Niggaz                           | Lil' O feat. Lil' Flip & Big Pokey                                                               | Blood Money                                            |
| 1999 | Ball (Till Ya Fall)                   | Mista Madd feat. E.S.G, Harvey Luv, Lil' Flip, Subwarfare & Boss Hogg                            | Mista Madd & The Supa Thuggz                           |
| 1999 | My Piece Shine Brite                  | Botany Boyz feat. Lil' Flip                                                                      | Forever Botany                                         |
| 2000 | Somebody Say "Oh Yea"                 | Big Hawk feat. Chris Ward, Mike D, Lil' Flip & Big Pokey                                         | Under Hawk's Wings                                     |
| 2000 | Grippin Grain                         | Yungstar feat. C-Note, Kool-Aid, Lil' Flip, Lil' Flex, Lil' Pat & Slikk Breeze                   | Throwed Yung Playa                                     |
| 2000 | Third Coast Playas                    | Big T feat. Lil' Flip & Royal T                                                                  | Power Move                                             |
| 2000 | In House Tonight                      | Big T feat. Lil' Flip                                                                            | Power Move                                             |
| 2000 | S.U.C.                                | Big T feat. Lil' Flip                                                                            | Power Move                                             |
| 2000 | Flossin'                              | C-Note feat. Big Pokey, Papa Reu, Lil' Flip, Chris Ward, Marilyn & Sugar                         | Third Coast Born 2000                                  |
| 2000 | We Shinin'                            | Tow Down feat. Lil' Flip & Lil' Flash                                                            | By Prescription Only                                   |
| 2000 | Ruttey Poo                            | Staydown feat. Lil' Flip                                                                         | N-Da-Game                                              |
| 2001 | Candy on Chrome                       | Big T feat. Lil' Flip                                                                            | Million Dollar Hooks                                   |
| 2001 | Radio                                 | Papa Reu feat. Big Hawk & Lil' Flip                                                              | U Know Me                                              |
| 2001 | 2 Much $                              | Big Tiger feat. Lil' Flip & Slim Thug                                                            | I Came to Wreck                                        |
| 2001 | We Gon Lean                           | Lil' Troy feat. Lil' Flip                                                                        | Back to Ballin'                                        |
| 2001 | Fired Up                              | Texas Ballers feat. Bad Tae, Kidd, JRC & Lil' Flip                                               | Family Ties                                            |
| 2001 | Represent                             | Texas Ballers feat. Kidd, Lil' Flip & Young Bill                                                 | Family Ties                                            |
| 2001 | Freestyle                             | Texas Ballers feat. Lil' Flip                                                                    | Family Ties                                            |
| 2001 | Freestyle                             | Texas Ballers feat. Chris Ward, JRC & Lil' Flip                                                  | Family Ties                                            |
| 2001 | D.O.W.N. and tha Clover               | D.O.W.N. feat. Lil' Flip                                                                         | Southern Slang                                         |
| 2001 | Ballin' Is a Habit                    | O.G. Ron C feat. Lil' Flip, 50/50 Twin & Lil' Mario                                              | Southern's Finest                                      |
| 2002 | Only Way to Shine (Remix)             | Sam Huston Boyz feat. Lil' Flip & Lil' Keke                                                      | Stay Real                                              |
| 2002 | It's About to Go Down                 | Big Moe feat. Toon, Mr. 3-2, D-Gotti, Lil' Flip & Noke D                                         | Purple World                                           |
| 2002 | Still Spinnin                         | The Rally Boys feat. Lil' Flip                                                                   | Up in Yo Hard                                          |
| 2002 | Trojan & Boxers                       | Deep Threat feat. Lil' Flip                                                                      | Deep Threat                                            |
| 2002 | Rollin' on Dubs                       | Tow Down feat. Lil' Flip & Papa Reu                                                              | Chicken Fried Steak                                    |
| 2002 | Word Is Bond                          | 5th Ward Boyz feat. Lil' Flip & Big Lou                                                          | Word Is Bond                                           |
| 2002 | Fuck tha Game                         | Young Buck feat. Lil' Flip                                                                       | Born to Be a Thug                                      |
| 2002 | Down South Texan                      | 1Daboy feat. UGK & Lil' Flip                                                                     | Down South Texan                                       |
| 2003 | Move Around                           | Meechie feat. Lil' Flip                                                                          | The City Is Mine                                       |
| 2003 | Can't Nobody (Remix)                  | Kelly Rowland feat. Lil' Flip                                                                    | Can't Nobody (Australia CD)                            |
| 2003 | Bout Our Money                        | David Banner feat. Lil' Flip                                                                     | Undaground Vol. 1                                      |
| 2003 | Get Down                              | Yo Gotti feat. Lil' Flip                                                                         | Life                                                   |
| 2003 | Like a Pimp                           | David Banner feat. Lil' Flip                                                                     | Mississippi: The Album                                 |
| 2003 | Rollin' on 20's                       | Lil' Flip                                                                                        | 2 Fast 2 Furious (Original Soundtrack)                 |
| 2003 | Grippin' the Grain (Remix)            | Bone Crusher feat. Bun B, La Chat & Lil' Flip                                                    | —                                                      |
| 2003 | Ridin' Spinners                       | Three 6 Mafia feat. Lil' Flip                                                                    | Da Unbreakables                                        |
| 2003 | Rainbow Colors                        | Three 6 Mafia feat. Lil' Flip                                                                    | Da Unbreakables                                        |
| 2003 | Top Down                              | Mr. Bigg feat. Lil' Flip                                                                         | The Mask Is Off                                        |
| 2003 | On the Southside                      | C-Note feat. Lil' Flip & Errin                                                                   | Street Fame                                            |
| 2003 | Rock n' Roll (Remix)                  | Fam-Lay feat. Lil' Flip, Kelis & Pharrell                                                        | Rock n' Roll (E-Single Remix)                          |
| 2003 | Screwed Up                            | Ludacris feat. Lil' Flip                                                                         | Chicken-n-Beer                                         |
| 2003 | Too Much                              | Criminal Manne feat. Lil' Flip & MJG                                                             | Neighborhood Dope Manne                                |
| 2003 | My Life                               | O.G. Ron C & Bro. Wood feat. Lil' Flip & Laboo                                                   | Real Recognize Real                                    |
| 2003 | Shinin' & Grindin'                    | O.G. Ron C & Bro. Wood feat. Lil' Flip, Laboo, Big Hawk & Ronnie Spencer                         | Real Recognize Real                                    |
| 2003 | Talk to Me                            | David Banner feat. Lil' Flip                                                                     | MTA2: Baptized in Dirty Water                          |
| 2004 | Don't Stop the Music                  | DJ Kayslay feat. Lil' Flip, Lil' Mo & E-40                                                       | The Streetsweeper, Vol. 2: The Pain from the Game      |
| 2004 | Never Really Was (Remix)              | Mario Winans feat. P. Diddy & Lil' Flip                                                          | Hurt No More                                           |
| 2004 | Naughty Girl (Remix)                  | Beyoncé feat. Lil' Flip                                                                          | Naughty Girl (UK CD)                                   |
| 2004 | Ballers                               | Body Head Bangerz feat. Lil' Flip                                                                | Body Head Bangerz: Volume One                          |
| 2004 | Welcome to the South                  | Young Buck feat. Lil' Flip & David Banner                                                        | Straight Outta Cashville                               |
| 2004 | Boy                                   | Nelly feat. Lil' Flip & Big Gipp                                                                 | Sweat                                                  |
| 2004 | State Your Name, Gangsta              | The Game feat. Lil' Flip & Cassidy                                                               | Westside Story                                         |
| 2004 | Now                                   | Play-N-Skillz feat. Lil' Flip                                                                    | The Process                                            |
| 2004 | Flossin' Pt. 2                        | A-3 feat. Lil' Flip                                                                              | Flowcaine                                              |
| 2004 | Balla Baby (Remix)                    | Chingy feat. Lil' Flip & Boozie                                                                  | Powerballin'                                           |
| 2004 | I Gotta Get Paid                      | Lil' Flip, Ghostface Killah, Raekwon                                                             | Blade: Trinity                                         |
| 2004 | Tear It Up                            | Yung Wun feat. David Banner, Lil' Flip & DMX                                                     | The Dirtiest Thirstiest                                |
| 2004 | What It Do                            | Verstyle feat. Lil' Flip                                                                         | Dopegame: The Comp                                     |
| 2005 | True                                  | Paul Wall & Chamillionaire feat. Lil' Flip                                                       | Controversy Sells                                      |
| 2005 | Still Ballin'                         | Messy Marv feat. Clover Geez (Lil' Flip incluso)                                                 | Bandannas, Tattoos & Tongue Rings                      |
| 2005 | Platinum Stars                        | Chamillionaire feat. Bun B & Lil' Flip                                                           | The Mixtape Messiah                                    |
| 2005 | Underground Legend                    | Clinton Sparks feat. Lil' Flip                                                                   | Maybe You Been Brainwashed                             |
| 2005 | Comin' Up                             | Pimp C feat. Lil' Flip & Z-Ro                                                                    | Sweet James Jones Stories                              |
| 2005 | Call Me (Remix)                       | Play-N-Skillz feat. Chamillionaire, Lil' Flip & Young Chris                                      | The Album Before the Album                             |
| 2005 | I Sho Will (Remix)                    | Lil Wyte feat. Lil' Flip                                                                         | Choices II: The Setup                                  |
| 2005 | My City                               | Qadeer feat. Lil' Flip                                                                           | What Happens in Vegas Stays                            |
| 2005 | From the South                        | Z-Ro feat. Lil' Flip & Paul Wall                                                                 | Let the Thruth Be Told                                 |
| 2005 | Can't Stick It out                    | Crave feat. Lil' Flip                                                                            | Demboyz                                                |
| 2005 | All Eyes on Me                        | DJ Kayslay feat. Lil' Flip                                                                       | Mixtape Maniac                                         |
| 2005 | We Gon Ride                           | Young Buck feat. Smitty & Lil' Flip                                                              | Da Bottom, Vol. 4                                      |
| 2005 | Stay Rich                             | Twip feat. Lil' Flip                                                                             | "Stay Rich" and "The Joint (Let's Go)" (EP)            |
| 2005 | Get Yo Money                          | Aim feat. Lil' Flip                                                                              | Whatulookinat (CD)                                     |
| 2005 | Come Down                             | Chamillionaire feat. Lil' Flip                                                                   | Best of Chamillionaire...Continued                     |
| 2005 | Draped Up (H-Town Remix)              | Bun B feat. Chamillionaire, Lil' Keke, Slim Thug, Paul Wall, Mike Jones, Aztek, Lil' Flip & Z-Ro | Trill                                                  |
| 2005 | Beatin Up da Block                    | Squad Up feat. Lil' Flip                                                                         | Operation Desert Storm South                           |
| 2005 | Frontin n' Fakin                      | Lucky Ray feat. Carleeto, J-Murder, Lil' Flip & Real                                             | Bang!!                                                 |
| 2005 | Whats Goin On                         | Lucky Ray feat. Lil' Flip & Big Shasta                                                           | Bang!!                                                 |
| 2005 | Where My Ladies At                    | Lucky Ray feat. Lil' Flip                                                                        | Bang!!                                                 |
| 2005 | What Would You Do                     | Lucky Ray feat. Lil' Flip                                                                        | Bang!!                                                 |
| 2005 | Yes Sir                               | Dirty Red feat. Lil' Flip & Young Muhammad                                                       | Gift of Gab                                            |
| 2005 | Diamondz                              | Moink feat. Lil' Flip                                                                            | Straight out da Trunk                                  |
| 2005 | Its Whatever                          | Moink feat. Lil' Flip & Lil' Ron                                                                 | Straight out da Trunk                                  |
| 2005 | 4 Blunt Session                       | Kev Green feat. Lil' Flip & 420 Outlawz                                                          | I'm Hott!! Mixtape Vol. 1                              |
| 2005 | Don't Cha Get Mad                     | Three 6 Mafia feat. Lil' Flip & Mr. Bigg                                                         | Most Known Unknown                                     |
| 2005 | Dammit Man (Remix)                    | Pitbull feat. Lil' Flip                                                                          | Money Is Still a Major Issue                           |
| 2005 | Turn It Up                            | Chamillionaire feat. Lil' Flip                                                                   | The Sound of Revenge                                   |
| 2005 | Street Niggaz                         | Hobolavirus feat. Lil' Flip                                                                      | Hobo Tone                                              |
| 2005 | Daytons/Swangers                      | Player Dee feat. Lil' Flip                                                                       | Player Dee                                             |
| 2006 | Ball and Bail                         | Celly Cel feat. Hobo Tone & Lil' Flip                                                            | Slaps, Straps & Baseball Hats                          |
| 2006 | On My Block                           | Rolo feat. Lil' Flip                                                                             | It's Goin Down                                         |
| 2006 | Don't Hate Me                         | Partners-N-Crime feat. Skip & Lil' Flip                                                          | Club Bangaz                                            |
| 2006 | Poppin' My Collar (Cracktracks Remix) | Three 6 Mafia feat. Project Pat, DMX & Lil' Flip                                                 | Poppin My Collar (12", Vinile)                         |
| 2006 | Let's Ride                            | Shady Ray feat. Young Buck & Lil' Flip                                                           | Gangsta Movement                                       |
| 2006 | Sick wit da Flip                      | Miri Ben-Ari feat. Lil' Flip, E-40 & Czar-Nok                                                    | The Pulling Strings Mixtape                            |
| 2006 | Get Ya Muney                          | Lil' Mook feat. Lil' Flip                                                                        | Da 1 Man Army                                          |
| 2006 | U and Dat (Remix)                     | E-40 feat. Snoop Dogg, Juelz Santana & Lil' Flip                                                 | —                                                      |
| 2006 | Everywhere We Go                      | X1 feat. Lil' Flip                                                                               | Young, Rich and Gangsta                                |
| 2006 | Hustlin' (Remix)                      | Rick Ross feat. Lil' Wayne, Z-Ro, Jay-Z, T.I., Busta Rhymes, Remy Ma, Young Jeezy & Lil' Flip    | —                                                      |
| 2006 | Comin Down                            | B.A. Boys feat. Lil' Flip                                                                        | Days of Being Broke                                    |
| 2006 | Big Problems                          | DJ Kayslay & DJ Greg Street feat. Lil' Jon, Lil' Flip, Lil' Scrappy & Lil' Wyte                  | The Champions: North Meets South                       |
| 2006 | Drop Top Chevy                        | Mr. Capone-E feat. Lil' Flip & Mr. Criminal                                                      | Don't Get It Twisted                                   |
| 2006 | Me Money                              | Young Jeezy feat. Lil' Flip                                                                      | Tha Streets Iz Watchin                                 |
| 2006 | Came a Long Way                       | Momenumb Mafia feat. Lil' Flip, Snipe & Bukshot                                                  | Mafia Life                                             |
| 2006 | I Luv It (Remix)                      | Young Jeezy feat. Busta Rhymes, Trina, Jim Jones & Lil' Flip                                     | —                                                      |
| 2007 | Hyphy, Pumped, Crunk, Amped           | Cellski feat. Lil' Flip & Killa Keise                                                            | Stunna-Vision                                          |
| 2007 | Screwed to da Game                    | Prophet Posse feat. Lil' Flip & Kelo                                                             | Return, Pt. 1                                          |
| 2007 | The Realest                           | Yung Ro feat. Lil' Flip                                                                          | Go Hard Texas                                          |
| 2007 | Like a Boss                           | Yung Ro feat. Killa Kyleon & Lil' Flip                                                           | Go Hard Texas                                          |
| 2007 | Gots to Be a G                        | Yung Ro feat. Lil' Flip                                                                          | Go Hard Texas                                          |
| 2007 | Everywhere I Go                       | Mista Madd feat. Lil' Flip                                                                       | Still Standing                                         |
| 2007 | Stunt 187                             | DJ Green Lantern feat. The Game, Lil' Flip & Young Zee                                           | Countdown to Armageddon                                |
| 2007 | Trunk Banging                         | Shei Atkins feat. Lil' Flip                                                                      | Girl Talk                                              |
| 2007 | Lovely Day                            | Z-Ro feat. Lil' Flip & Big Shasta                                                                | King of tha Ghetto: Power                              |
| 2007 | I Take Respect                        | Mr. Criminal feat. Lil' Flip & Mr. Silent                                                        | Ryder Muzic                                            |
| 2007 | It's Been One                         | Playalitical feat. James Guypon & Lil' Flip                                                      | Code Green                                             |
| 2007 | Flavor of the Week                    | Yella Fella feat. Tum Tum & Lil' Flip                                                            | —                                                      |
| 2007 | Won't Let You Down (H-Town Remix)     | Chamillionaire feat. oltre 20 artisti, Lil' Flip incluso                                         | —                                                      |
| 2007 | Glocked Up                            | DJ Kayslay feat. Lil' Flip & Big Shasta                                                          | 74 Minutes of Drama                                    |
| 2007 | Shot Caller (Remix)                   | DJ Kayslay feat. Big Bake & Lil' Flip                                                            | 74 Minutes of Drama                                    |
| 2007 | Hit the Dance Floor (Remix)           | Lil' Peace feat. Rasheeda & Lil' Flip                                                            | —                                                      |
| 2007 | Grind All Day                         | Yung Ro feat. Chamillionaire & Lil' Flip                                                         | 101 Wayz 2 Jump Dine                                   |
| 2007 | When I Come Dine                      | Yung Ro feat. 50/50 Twin, Lil' Flip & Chamillionaire                                             | 101 Wayz 2 Jump Dine                                   |
| 2007 | On the Grind                          | DMG feat. Lil' Flip & Cold Heart                                                                 | Chek                                                   |
| 2008 | Road to Success                       | Z-Ro feat. Lil' Keke, Big Pokey, Trae & Lil' Flip                                                | —                                                      |
| 2008 | Man (The G Mix)                       | Big Moe feat. Lil' Flip, Mike D & A-3                                                            | Unfinished Business                                    |
| 2008 | Holdin'                               | Big Moe feat. Big Pokey, Lil' Flip & Tyte Eyez                                                   | Unfinished Business                                    |
| 2008 | Where You From                        | Decadez feat. Young Blaze & Lil' Flip                                                            | The Heatrock, Vol. 2                                   |
| 2008 | The World Is Mine                     | Lil' Scrappy feat. Lil' Flip                                                                     | Prince of the South                                    |
| 2008 | You Trippin                           | Lil' Scrappy feat. Lil' Flip                                                                     | Prince of the South                                    |
| 2008 | Ain't Gotta Go Home                   | Billy Cook feat T-Berry, Chris Cook & Lil' Flip                                                  | Kiss tha Cook                                          |
| 2008 | Charge It to tha Bar                  | Billy Cook feat. Lil' Flip                                                                       | Kiss tha Cook                                          |
| 2008 | Pillow                                | Billy Cook feat. Lil' Flip                                                                       | Kiss tha Cook                                          |
| 2008 | Freestyle                             | Cam'ron feat. Lil' Flip                                                                          | Diplomats Vol. 5                                       |
| 2008 | Certified Gangstas (Remix)            | Jim Jones feat. The Game, Lil' Flip & Bezel                                                      | Diplomats Vol. 5                                       |
| 2008 | Let's Talk About Big Money            | Mr. Criminal feat. Lil' Flip & Mr. Silent                                                        | Rise 2 Power                                           |
| 2008 | Joyride                               | Smoothvega feat. Lil' Flip                                                                       | 3.10.85                                                |
| 2008 | 2 Real                                | Chamillionaire feat. Lil' Flip                                                                   | Mixtape Messiah 4                                      |
| 2008 | We on Grind                           | Mr.O feat. Lil' Flip                                                                             | We on Grind (CD)                                       |
| 2008 | Git Ya Done                           | E feat. Lil' Flip                                                                                | E: From the Block to the Booth                         |
| 2008 | We Ain't Talking About Nothing        | Mr Sche feat Lil Flip, Immortal Lowlife & 12 Gage                                                | Supastar                                               |
| 2009 | Dope Boyz                             | Messy Marv feat. Lil' Flip                                                                       | Northern Cali                                          |
| 2009 | Track Wrecka                          | Chamillionaire feat. Lil' Flip                                                                   | —                                                      |
| 2009 | Coke Bottle                           | Absent feat. Lil' Flip                                                                           | Love 2 Hate Me                                         |
| 2009 | Stackin' Bread                        | Young Jawz feat. Lil' Flip                                                                       | The Southwest                                          |
| 2009 | Game for Ya                           | Lil Dank feat. Lil' Flip & Messy Marv                                                            | Big Blunts & Ice Fronts                                |
| 2009 | Shit on Boyz                          | Mike Jones feat. King Mello, Lil' Flip & Killa Kyleon                                            | The Voice                                              |
| 2009 | Let Me Thru                           | Cherisa Ali A.K.A. Re-Re feat. Kin4Life & Lil' Flip                                              | Expect the Unexpected                                  |
| 2009 | Syrup in My Cup                       | Lucky Luciano feat. Lil' Flip & Magno                                                            | The New Movement                                       |
| 2009 | Lean 2 the Left                       | C-Thug feat. Lil' Flip & Rock D Block                                                            | I Am Arizona                                           |
| 2009 | Watdabiznessiz?                       | Dre-Key feat. Lil' Flip                                                                          | The Ghetto Millionaire                                 |
| 2009 | She Ain't Got It All                  | Dorrough feat. Lil' Flip                                                                         | Dorrough Music                                         |
| 2009 | That's Why They Hatin'                | Snow tha Product feat. Lil' Flip                                                                 | Product Entertainment Presents: Verbal Assault, Vol. 2 |
| 2009 | Montana Stacks                        | Kingpin Skinny Pimp feat. Lil' Flip                                                              | Montana Stacks                                         |
| 2009 | Bad Chiq                              | SKG feat. Lil' Flip                                                                              | Diary of a Drama Queen                                 |
| 2009 | Roll Over (Remix)                     | Prince Negaafellaga feat. Lil' Flip, Slick Watts & Howie                                         | Kiss Kiss Bang Bang                                    |
| 2009 | Southside                             | Z-Ro feat. Lil' Flip                                                                             | Cocaine                                                |
| 2009 | Thank You                             | Z-Ro feat. Lil' Flip                                                                             | Cocaine                                                |
| 2009 | I'm Gone                              | Gudda Gudda feat. Tyga & Lil' Flip                                                               | Gudda Ville                                            |
| 2010 | If You Only Knew                      | Mari Moreno feat. Lil' Flip                                                                      | Gangster Love 6                                        |
| 2010 | Boss Up                               | Black Al Capone feat. Lil' Flip                                                                  | Boss Up                                                |
| 2010 | Riding 4 Sure                         | Black Al Capone feat. Lil' Flip & Erule                                                          | Boss Up                                                |
| 2010 | Celebrate                             | Black Al Capone feat. Lil' Flip                                                                  | Boss Up                                                |
| 2010 | Let Me Tell You the Meaning           | Lil' Keke feat. Lil' Flip                                                                        | Addicted 2 Fame                                        |
| 2010 | Anythang                              | Chingy feat. Lil' Flip                                                                           | Success & Failure                                      |
| 2011 | Fakerz                                | Ca$his feat. Lil' Flip & Mitchy Slick                                                            | The Vault                                              |

## Cameo in videoclip
- 2002: Lil ZA: Round & Round
- 2002: Erykah Badu: Love of My Life (An Ode to Hip-Hop)
- 2005: Bun B: Draped Up (2° versione del video)
- 2006: Pimp C: Knockin' Doorz Down (feat. P.O.P. & Lil' Keke)
- 2007: Mike Jones: Mr. Jones
- 2010: Bun B: Put It Down (feat. Drake)
- 2010: Gudda Gudda: Locked My CEO Up (feat. Waka Flocka Flame)